# Al patrulea perete
Al patrulea perete este "zidul" imaginar din fața scenei aflat între public și actori. Scena pe care joacă actorii este o cutie cu trei pereți tradiționali, astfel încât publicul poate vedea acțiunea din lumea piesei de teatru sau a filmului prin cel de-al patrulea perete imaginar. Ruperea celui de-al patrulea perete implică interacțiunea unui personaj cu lumea reală. Conceptul este de obicei atribuit filosofului, criticului și dramaturgului Denis Diderot. Termenul în sine a fost folosit și de Molière. 
Iluzia celui de-al patrulea perete este asociată de obicei cu teatrul naturalist de la mijlocul secolului al XIX-lea, mai ales cu inovațiile regizorului francez André Antoine. Al patrulea perete apare și în alte producții media cum ar fi benzi desenate, seriale TV sau jocuri video.

## Exemple

### Film
În The Big Store (1941, în timpul secvenței "Sing While You Sell" (Cântă în timp ce vinzi!): în momentul în care Groucho face o prezentare a modei spune despre un model că poartă o rochie roșu-aprins, dar Tehnicolor este „foarte” scump. Mai târziu, în film, Groucho „rupe” din nou cel de-al patrulea perete când spune că „Ți-am spus în prima rolă [că Grover] a fost un escroc”.
În Grădina torturii (1967) Dr. Diabolo (Burgess Meredith) se adresează publicului  dezvăluind  că este însuși diavolul în timp ce filmul se termină.
În Transylvania Twist (1989) personajele se uită în aparatul de înregistrat și afirmă "Mă aflu în filmul greșit".
În Tales from the Darkside: The Movie (1990) Timmy (Matthew Lawrence) întreabă spectatorii la sfârșitul filmului: "Nu vă plac finalurile fericite?"
În Bilele spațiale (1987), Dark Helmet și colonelul Sandurz folosesc o copie VHS a filmului pentru a descoperi locul unde se află prințesa Vespa.

## Legături externe
- List of films that break the fourth wall on the Art and Popular Culture Encyclopedia